# Torres de Alcanadre
Torres de Alcanadre es un municipio de España, en la provincia de Huesca, Comunidad Autónoma de Aragón situado en la orilla izquierda del río Alcanadre, a 389 m de altitud. Tiene un área de 17,63 km² con una población de 92 habitantes (INE 2018) y una densidad de 6,41 hab/km².

## Geografía

### Núcleos
- Lacuadrada (Pedanía)
- Torres de Alcanadre

### Ubicación geográfica
| Noroeste: Huesca | Norte: Pertusa | Nordeste: Laperdiguera y Laluenga    |
| Oeste: Grañen    |                | Este: Lacuadrada, Barbastro y Monzón |
| Suroeste: Huerto | Sur: Sariñena  | Sureste: Peralta de Alcofea          |

## Fiestas
- Lunes de Pascua, subida a la ermita de San Bartolomé
- Primer fin de semana de mayo, romería en la Virgen de Puymelero
- Día 24 de agosto en honor a San Bartolomé

## Historia
Es citado por primera vez en un texto de abril de 1179 en el que Alfonso II de Aragón confirma unas donaciones a la condesa de Oria de Pallars:

castrum et villam vestram de Peralta de Alcofea et castrum et villam Turrium de Alcanadre et Torrillon; villam vestram de La Roya;

## Demografía
Torres de Alcanadre cuenta con una población de 92 habitantes (INE 2024).
| Gráfica de evolución demográfica de Torres de Alcanadre entre 1842 y 2021 |
| |
| Población de derecho según los censos de población del INE Población de hecho según los censos de población del INEEn este censo se denominaba Torre de Alcanadre: 1842 Entre el censo de 1857 y el anterior, crece el término del municipio porque incorpora a 225138 (Lacuadra) |

## Administración y política
| Período   | Alcalde                                 | Partido |  |
| --------- | --------------------------------------- | ------- |  |
| 1979-1983 | Antonio Javierre Javierre               | UCD     |  |
| 1983-1987 |                                         |         |  |
| 1987-1991 | Alfredo Peña Capuz                      |         |  |
| 1991-1995 |                                         |         |  |
| 1995-1999 |                                         |         |  |
| 1999-2003 | Roberto Ángel Guillero Sabate Encuentra | PP      |  |
| 2003-2007 | Roberto Ángel Guillero Sabate Encuentra | PP      |  |
| 2007-2011 | Yolanda Arazo Grasa                     | PSOE    |  |
| 2011-2015 | Roberto Ángel Guillero Sabate Encuentra | PP      |  |
| 2015-2019 | Pablo Allué Visa                        | PSOE    |  |

| Partido político    | Partido político                                   | 2003   | 2007   | 2011   | 2015   |
| Partido político    | Partido político                                   | Ediles | Ediles | Ediles | Ediles |
|                     | Partido Popular de Aragón (PP)                     | 4      | 2      | 3      | 2      |
|                     | Partido de los Socialistas de Aragón (PSOE-Aragón) | 1      | 3      | 2      | 2      |
|                     | Partido Aragonés (PAR)                             | —      | —      | 0      | 1      |
|                     | Chunta Aragonesista (CHA)                          | —      | 0      | —      | —      |
| Total de concejales | Total de concejales                                | 5      | 5      | 5      | 5      |